# فهرست قسمت‌های لاک‌پشت‌های نینجا (مجموعه تلویزیونی ۲۰۰۳)
این فهرستی از قسمت‌های مجموعهٔ تلویزیونی لاک‌پشت‌های نینجا ۲۰۰۳ است. این سریال در ۸ فوریه ۲۰۰۳ در شبکه فاکس به‌عنوان بخشی از برنامه صبح شنبه 4Kids TV فاکس پخش شد و در ۲۷ مارس ۲۰۱۰ به پایان رسید. این سریال توسط استودیو میراژ تولید شده است که یک سوم حقوق نمایش را در اختیار داشت.

## نمای کلی مجموعه
| فصل           | فصل                       | فصل                 | قسمت‌ها              | پخش اصلی        | پخش اصلی       | پخش اصلی                                                      |
| فصل           | فصل                       | فصل                 | قسمت‌ها              | اولین پخش       | آخرین پخش      | شبکه                                                          |
| ------------- | ------------------------- | ------------------- | ------------------- | --------------- | -------------- | ------------------------------------------------------------- |
|               | ۱                         | ۱                   | ۲۶                  | ۸ فوریه ۲۰۰۳    | ۱ نوامبر ۲۰۰۳  | فاکس (FoxBox, 4Kids TV) Spacetoon ام‌بی‌سی ۳ کارتون نت‌ورک Jetix |
|               | ۲                         | ۲                   | ۲۶                  | ۸ نوامبر ۲۰۰۳   | ۲ اکتبر ۲۰۰۴   | فاکس (FoxBox, 4Kids TV) Spacetoon ام‌بی‌سی ۳ کارتون نت‌ورک Jetix |
|               | ۳                         | ۳                   | ۲۶                  | ۹ اکتبر ۲۰۰۴    | ۲۳ آوریل ۲۰۰۵  | فاکس (FoxBox, 4Kids TV) Spacetoon ام‌بی‌سی ۳ کارتون نت‌ورک Jetix |
|               | ۴                         | ۴                   | ۲۶                  | ۱۰ سپتامبر ۲۰۰۵ | ۱۵ آوریل ۲۰۰۶  | فاکس (FoxBox, 4Kids TV) Spacetoon ام‌بی‌سی ۳ کارتون نت‌ورک Jetix |
|               | ۵                         | دادگاه نینجا        | ۱۲                  | ۲۲ آوریل ۲۰۰۶   | ۸ ژوئیه ۲۰۰۶   | فاکس (FoxBox, 4Kids TV) Spacetoon ام‌بی‌سی ۳ کارتون نت‌ورک Jetix |
|               | ۶                         | سریع به جلو         | ۲۶                  | ۲۹ ژوئیه ۲۰۰۶   | ۲۷ اکتبر ۲۰۰۷  | فاکس (FoxBox, 4Kids TV) Spacetoon ام‌بی‌سی ۳ کارتون نت‌ورک Jetix |
|               | ۷                         | بازگشت به فاضلاب    | ۱۴                  | ۱۳ سپتامبر ۲۰۰۸ | ۲۷ مارس ۲۰۱۰   | سی‌دبلیو (The CW4Kids) ام‌بی‌سی ۳ Spacetoon English کارتون نت‌ورک |
| قسمت‌های کوتاه | هرج‌ومرج از جزیرهٔ جهش‌یافته | ۱۳                  | ۷ مارس ۲۰۰۹         | ۲۳ مه ۲۰۰۹      |                | سی‌دبلیو (The CW4Kids) ام‌بی‌سی ۳ Spacetoon English کارتون نت‌ورک |
|               | لاک‌پشت‌ها برای همیشه       | لاک‌پشت‌ها برای همیشه | لاک‌پشت‌ها برای همیشه | ۲۱ نوامبر ۲۰۰۹  | ۲۱ نوامبر ۲۰۰۹ | سی‌دبلیو (The CW4Kids) ام‌بی‌سی ۳ Spacetoon English کارتون نت‌ورک |

## مجموعه

### فصل ۱ (۲۰۰۳)
فصل اول لاک‌پشت‌های نینجا ابتدا بین ۸ فوریه ۲۰۰۳ و ۱ نوامبر ۲۰۰۳ پخش شد و با قسمت «تغییر اوضاع» شروع شد. این قسمت‌ها در دو جلد مجزا، اولی در ۲۲ مه ۲۰۰۷ با دوازده قسمت و دومی در ۱۸ سپتامبر ۲۰۰۷ با چهارده قسمت، منتشر شدند.
| شم. | عنوان                                 | کارگردان     | نویسنده        | تاریخ انتشار اصلی | TV broadcast |
| --- | ------------------------------------- | ------------ | -------------- | ----------------- | ------------ |
| ۱   | «تغییر اوضاع»                         | Chuck Patton | Michael Ryan   | ۸ فوریه ۲۰۰۳      | S01E01       |
| ۲   | «یک تله‌موش بهتر»                      | Chuck Patton | Marty Isenberg | ۱۵ فوریه ۲۰۰۳     | S01E02       |
| ۳   | «حمله موش‌گیرها»                       | Chuck Patton | Eric Luke      | ۲۲ فوریه ۲۰۰۳     | S01E03       |
| ۴   | «آشنایی با کیسی جونز»                 | Chuck Patton | Michael Ryan   | ۱ مارس ۲۰۰۳       | S01E04       |
| ۵   | «نانو»                                | Chuck Patton | Eric Luke      | ۸ مارس ۲۰۰۳       | S01E05       |
| ۶   | «تاریکی در حاشیه شهر»                 | Chuck Patton | Marty Isenberg | ۱۵ مارس ۲۰۰۳      | S01E06       |
| ۷   | «روش نامرئی شدن»                      | Chuck Patton | Marty Isenberg | ۲۲ مارس ۲۰۰۳      | S01E07       |
| ۸   | «آنجل به‌دام‌افتاده»                    | Chuck Patton | Marty Isenberg | ۲۹ مارس ۲۰۰۳      | S01E08       |
| ۹   | «مرد زباله‌ای»                         | Chuck Patton | Eric Luke      | ۵ آوریل ۲۰۰۳      | S01E09       |
| ۱۰  | «شردر حمله می‌کند، بخش ۱»              | Chuck Patton | Michael Ryan   | ۱۲ آوریل ۲۰۰۳     | S01E10       |
| ۱۱  | «شردر حمله می‌کند، بخش ۲»              | Chuck Patton | Michael Ryan   | ۱۹ آوریل ۲۰۰۳     | S01E11       |
| ۱۲  | «لاک‌پشت تایتان باورنکردنی»            | Chuck Patton | Marty Isenberg | ۳ مه ۲۰۰۳         | S01E12       |
| ۱۳  | «یادداشت‌هایی از تونل زیرزمینی، بخش ۱» | Chuck Patton | Eric Luke      | ۱۰ مه ۲۰۰۳        | S01E13       |
| ۱۴  | «یادداشت‌هایی از تونل زیرزمینی، بخش ۲» | Chuck Patton | Eric Luke      | ۱۷ مه ۲۰۰۳        | S01E14       |
| ۱۵  | «یادداشت‌هایی از تونل زیرزمینی، بخش ۳» | Chuck Patton | Eric Luke      | ۲۴ مه ۲۰۰۳        | S01E15       |
| ۱۶  | «پادشاه»                              | Chuck Patton | Michael Ryan   | ۳۱ مه ۲۰۰۳        | S01E16       |
| ۱۷  | «شردر تلافی می‌کند، بخش ۱»             | Chuck Patton | Eric Luke      | ۷ ژوئن ۲۰۰۳       | S01E17       |
| ۱۸  | «شردر تلافی می‌کند، بخش ۲»             | Chuck Patton | Eric Luke      | ۱۴ ژوئن ۲۰۰۳      | S01E18       |
| ۱۹  | «خاطرات لئو»                          | Chuck Patton | Marty Isenberg | ۱۳ سپتامبر ۲۰۰۳   | S01E19       |
| ۲۰  | «شکارچی هیولا»                        | Chuck Patton | Michael Ryan   | ۲۰ سپتامبر ۲۰۰۳   | S01E20       |
| ۲۱  | «بازگشت به نیویورک، بخش ۱»            | Chuck Patton | Marty Isenberg | ۲۷ سپتامبر ۲۰۰۳   | S01E21       |
| ۲۲  | «بازگشت به نیویورک، بخش ۲»            | Chuck Patton | Marty Isenberg | ۴ اکتبر ۲۰۰۳      | S01E22       |
| ۲۳  | «بازگشت به نیویورک، بخش۳»             | Chuck Patton | Marty Isenberg | ۱۱ اکتبر ۲۰۰۳     | S01E23       |
| ۲۴  | «راف تنها و پسربچه»                   | Chuck Patton | Eric Luke      | ۱۸ اکتبر ۲۰۰۳     | S01E24       |
| ۲۵  | «در جستجوی اسپلینتر، بخش ۱»           | Chuck Patton | Greg Johnson   | ۲۵ اکتبر ۲۰۰۳     | S01E25       |
| ۲۶  | «در جستجوی اسپلینتر، بخش ۲»           | Chuck Patton | Greg Johnson   | ۱ نوامبر ۲۰۰۳     | S01E26       |

### فصل ۲ (۲۰۰۳–۰۴)
شردر در فصل ۲ بازمی‌گردد و مشخص می‌شود که یک اوترام به‌نام شردر است. کارای، دختر شردر اولین حضور خود را در این فصل انجام می‌دهد.
| شم. کلی | شم. در فصل | عنوان                                           | کارگردان     | نویسنده         | تاریخ انتشار اصلی | کد تولید |
| ------- | ---------- | ----------------------------------------------- | ------------ | --------------- | ----------------- | -------- |
| ۲۷      | ۱          | «لاک‌پشت‌ها در فضا، بخش ۱ - فیوجیتوید»            | Chuck Patton | Michael Ryan    | ۸ نوامبر ۲۰۰۳     | S02E01   |
| ۲۸      | ۲          | «لاک‌پشت‌ها در فضا، بخش ۲ - مشکل با ترایسراتون‌ها» | Chuck Patton | Michael Ryan    | ۱۵ نوامبر ۲۰۰۳    | S02E02   |
| ۲۹      | ۳          | «لاک‌پشت‌ها در فضا، بخش ۳ - خانه بزرگ»            | Chuck Patton | Michael Ryan    | ۲۲ نوامبر ۲۰۰۳    | S02E03   |
| ۳۰      | ۴          | «لاک‌پشت‌ها در فضا، بخش ۴ - میدان مسابقه»         | Chuck Patton | Michael Ryan    | ۲۹ نوامبر ۲۰۰۳    | S02E04   |
| ۳۱      | ۵          | «لاک‌پشت‌ها در فضا، بخش ۵ - جنگ‌های ترایسراتون»    | Chuck Patton | Michael Ryan    | ۶ دسامبر ۲۰۰۳     | S02E05   |
| ۳۲      | ۶          | «مبدأ اسرارآمیز، بخش ۱»                         | Chuck Patton | Eric Luke       | ۱۷ ژانویه ۲۰۰۴    | S02E06   |
| ۳۳      | ۷          | «مبدأ اسرارآمیز، بخش ۲»                         | Chuck Patton | Michael Ryan    | ۲۴ ژانویه ۲۰۰۴    | S02E07   |
| ۳۴      | ۸          | «مبدأ اسرارآمیز، بخش ۳»                         | Chuck Patton | Marty Isenberg  | ۳۱ ژانویه ۲۰۰۴    | S02E08   |
| ۳۵      | ۹          | «نینجای استثنایی»                               | Chuck Patton | Michael Ryan    | ۷ فوریه ۲۰۰۴      | S02E09   |
| ۳۶      | ۱۰         | «بازتاب‌ها»                                      | Chuck Patton | Roland Gonzalez | ۱۴ فوریه ۲۰۰۴     | S02E10   |
| ۳۷      | ۱۱         | «بازگشت نانو»                                   | Chuck Patton | Eric Luke       | ۲۱ فوریه ۲۰۰۴     | S02E11   |
| ۳۸      | ۱۲         | «این دیگه چه حیونیه!»                           | Chuck Patton | Ben Townsend    | ۲۸ فوریه ۲۰۰۴     | S02E12   |
| ۳۹      | ۱۳         | «بازگشت به زیرزمین»                             | Chuck Patton | Marty Isenberg  | ۶ مارس ۲۰۰۴       | S02E13   |
| ۴۰      | ۱۴         | «شهر درگیر جنگ، بخش ۱»                          | Chuck Patton | Eric Luke       | ۱۳ مارس ۲۰۰۴      | S02E14   |
| ۴۱      | ۱۵         | «شهر درگیر جنگ، بخش ۲»                          | Chuck Patton | Marty Isenberg  | ۲۰ مارس ۲۰۰۴      | S02E15   |
| ۴۲      | ۱۶         | «شهر درگیر جنگ، بخش ۳»                          | Chuck Patton | Ben Townsend    | ۲۷ مارس ۲۰۰۴      | S02E16   |
| ۴۳      | ۱۷         | «شهر آهن قراضه»                                 | Chuck Patton | Eric Luke       | ۳ آوریل ۲۰۰۴      | S02E17   |
| ۴۴      | ۱۸         | «جایزه طلایی»                                   | Chuck Patton | Michael Ryan    | ۱۰ آوریل ۲۰۰۴     | S02E18   |
| ۴۵      | ۱۹         | «یاغی در خانه، بخش ۱»                           | Chuck Patton | Eric Luke       | ۱۷ آوریل ۲۰۰۴     | S02E19   |
| ۴۶      | ۲۰         | «یاغی در خانه، بخش ۲»                           | Chuck Patton | Ben Townsend    | ۲۴ آوریل ۲۰۰۴     | S02E20   |
| ۴۷      | ۲۱         | «ساخته اپریل»                                   | Chuck Patton | Marty Isenberg  | ۱ مه ۲۰۰۴         | S02E21   |
| ۴۸      | ۲۲         | «بازگشت نیروی عدالت»                            | Chuck Patton | Marty Isenberg  | ۸ مه ۲۰۰۴         | S02E22   |
| ۴۹      | ۲۳         | «مبارزه بزرگ، بخش ۱»                            | Chuck Patton | Michael Ryan    | ۱۵ مه ۲۰۰۴        | S02E23   |
| ۵۰      | ۲۴         | «مبارزه بزرگ، بخش ۲»                            | Chuck Patton | Ben Townsend    | ۱۸ سپتامبر ۲۰۰۴   | S02E24   |
| ۵۱      | ۲۵         | «مبارزه بزرگ، بخش ۳»                            | Chuck Patton | Marty Isenberg  | ۲۵ سپتامبر ۲۰۰۴   | S02E25   |
| ۵۲      | ۲۶         | «مبارزه بزرگ، بخش ۴»                            | Chuck Patton | Michael Ryan    | ۲ اکتبر ۲۰۰۴      | S02E26   |

### فصل ۳ (۲۰۰۴–۰۵)
بسیاری از دشمنان لاک‌پشت‌های نینجا در فصل ۳ باز می‌گردند. این آخرین فصل است که شامل شردر اوترام می‌شود.
| شم. کلی | شم. در فصل | عنوان                   | کارگردان    | نویسنده        | تاریخ انتشار اصلی | کد تولید |
| ------- | ---------- | ----------------------- | ----------- | -------------- | ----------------- | -------- |
| ۵۳      | ۱          | «مهاجمان فضایی، بخش ۱»  | Roy Burdine | Dean Stefan    | ۹ اکتبر ۲۰۰۴      | S03E02   |
| ۵۴      | ۲          | «مهاجمان فضایی، بخش ۲»  | Roy Burdine | Eric Luke      | ۱۶ اکتبر ۲۰۰۴     | S03E03   |
| ۵۵      | ۳          | «مهاجمان فضایی، بخش ۳»  | Roy Burdine | Marty Isenberg | ۲۳ اکتبر ۲۰۰۴     | S03E04   |
| ۵۶      | ۴          | «برخورد جهان‌ها، بخش ۱»  | Roy Burdine | Ben Townsend   | ۳۰ اکتبر ۲۰۰۴     | S03E05   |
| ۵۷      | ۵          | «برخورد جهان‌ها، بخش ۲»  | Roy Burdine | Marty Isenberg | ۶ نوامبر ۲۰۰۴     | S03E06   |
| ۵۸      | ۶          | «برخورد جهان‌ها، بخش ۳»  | Roy Burdine | Eric Luke      | ۱۳ نوامبر ۲۰۰۴    | S03E07   |
| ۵۹      | ۷          | «تاچ و گو»              | Roy Burdine | Michael Ryan   | ۲۰ نوامبر ۲۰۰۴    | S03E08   |
| ۶۰      | ۸          | «شکار شده»              | Roy Burdine | Ben Townsend   | ۲۷ نوامبر ۲۰۰۴    | S03E09   |
| ۶۱      | ۹          | «H.A.T.E.»              | Roy Burdine | Marty Isenberg | ۴ دسامبر ۲۰۰۴     | S03E10   |
| ۶۲      | ۱۰         | «ناشناس، دیوانه نیست»   | Roy Burdine | Greg Johnson   | ۱۱ دسامبر ۲۰۰۴    | S03E11   |
| ۶۳      | ۱۱         | «درس»                   | Roy Burdine | Michael Ryan   | ۱۸ دسامبر ۲۰۰۴    | S03E13   |
| ۶۴      | ۱۲         | «بیگانگان کریسمس»       | Roy Burdine | Michael Ryan   | ۲۵ دسامبر ۲۰۰۴    | S03E01   |
| ۶۵      | ۱۳         | «نژاد جدید»             | Roy Burdine | Marty Isenberg | ۲۲ ژانویه ۲۰۰۵    | S03E12   |
| ۶۶      | ۱۴         | «در اعماق تاریکی»       | Roy Burdine | Ben Townsend   | ۲۹ ژانویه ۲۰۰۵    | S03E14   |
| ۶۷      | ۱۵         | «ماموریت جاذبه»         | Roy Burdine | Marty Isenberg | ۵ فوریه ۲۰۰۵      | S03E15   |
| ۶۸      | ۱۶         | «موجود زیرزمینی»        | Roy Burdine | Greg Johnson   | ۱۲ فوریه ۲۰۰۵     | S03E16   |
| ۶۹      | ۱۷         | «دردسرهای زمان»         | Roy Burdine | Bob Forward    | ۱۹ فوریه ۲۰۰۵     | S03E17   |
| ۷۰      | ۱۸         | «هان در حال فرار»       | Roy Burdine | Michael Ryan   | ۲۶ فوریه ۲۰۰۵     | S03E18   |
| ۷۱      | ۱۹         | «بررسی واقعیت»          | Roy Burdine | کریستوفر یوست  | ۵ مارس ۲۰۰۵       | S03E19   |
| ۷۲      | ۲۰         | «آن سوی کیهان»          | Roy Burdine | Greg Johnson   | ۱۲ مارس ۲۰۰۵      | S03E20   |
| ۷۳      | ۲۱         | «آن طور که هیچوقت نبود» | Roy Burdine | Michael Ryan   | ۱۹ مارس ۲۰۰۵      | S03E21   |
| ۷۴      | ۲۲         | «جهان واقعی، بخش ۱»     | Roy Burdine | کریستوفر یوست  | ۲۶ مارس ۲۰۰۵      | S03E22   |
| ۷۵      | ۲۳         | «جهان واقعی، بخش ۲»     | Roy Burdine | Michael Ryan   | ۲ آوریل ۲۰۰۵      | S03E23   |
| ۷۶      | ۲۴         | «حیله بیشاپ»            | Roy Burdine | Greg Johnson   | ۹ آوریل ۲۰۰۵      | S03E24   |
| ۷۷      | ۲۵         | «خروج، بخش ۱»           | Roy Burdine | کریستوفر یوست  | ۱۶ آوریل ۲۰۰۵     | S03E25   |
| ۷۸      | ۲۶         | «خروج، بخش ۲»           | Roy Burdine | Greg Johnson   | ۲۳ آوریل ۲۰۰۵     | S03E26   |

### فصل ۴ (۲۰۰۵–۰۶)
برای کل این فصل، کارای رهبر فوت کلن است. هان اژدهای بنفش را کنترل می‌کند. دشمنان جدیدی در این فصل دیده می‌شوند.
| شم. کلی | شم. در فصل | عنوان                   | کارگردان    | نویسنده         | تاریخ انتشار اصلی | کد تولید |
| ------- | ---------- | ----------------------- | ----------- | --------------- | ----------------- | -------- |
| ۷۹      | ۱          | «پسر عمو سید»           | Roy Burdine | کریستوفر یوست   | ۱۰ سپتامبر ۲۰۰۵   | S04E01   |
| ۸۰      | ۲          | «منتخب مردم»            | Roy Burdine | Baz Hawkins     | ۱۷ سپتامبر ۲۰۰۵   | S04E02   |
| ۸۱      | ۳          | «پسران عصر سکوت»        | Roy Burdine | Steve Murphy    | ۱ اکتبر ۲۰۰۵      | S04E03   |
| ۸۲      | ۴          | «دارودسته اژدها»        | Roy Burdine | Michael Ryan    | ۸ اکتبر ۲۰۰۵      | S04E04   |
| ۸۳      | ۵          | «من، هیولا»             | Roy Burdine | Brandon Sawyer  | ۱۵ اکتبر ۲۰۰۵     | S04E05   |
| ۸۴      | ۶          | «مسابقه کینه»           | Roy Burdine | کریستوفر یوست   | ۲۲ اکتبر ۲۰۰۵     | S04E06   |
| ۸۵      | ۷          | «یک بال و یک درخواست»   | Roy Burdine | Baz Hawkins     | ۲۴ سپتامبر ۲۰۰۵   | S04E07   |
| ۸۶      | ۸          | «روز بد»                | Roy Burdine | Brandon Sawyer  | ۵ نوامبر ۲۰۰۵     | S04E08   |
| ۸۷      | ۹          | «بیگانگان در میان ما»   | Roy Burdine | کریستوفر یوست   | ۱۲ نوامبر ۲۰۰۵    | S04E09   |
| ۸۸      | ۱۰         | «بازگشت اژدها»          | Roy Burdine | Michael Ryan    | ۱۹ نوامبر ۲۰۰۵    | S04E10   |
| ۸۹      | ۱۱         | «هنوز ناشناس»           | Roy Burdine | Baz Hawkins     | ۲۶ نوامبر ۲۰۰۵    | S04E11   |
| ۹۰      | ۱۲         | «دزدان تمام مقدسات»     | Roy Burdine | Gavin Hignight  | ۲۹ اکتبر ۲۰۰۵     | S04E12   |
| ۹۱      | ۱۳         | «سامورایی جهانگرد»      | Roy Burdine | کریستوفر یوست   | ۳ دسامبر ۲۰۰۵     | S04E13   |
| ۹۲      | ۱۴         | «استاد پیر»             | Roy Burdine | Steve Murphy    | ۱۰ دسامبر ۲۰۰۵    | S04E14   |
| ۹۳      | ۱۵         | «وارث شردر»             | Roy Burdine | Eugene Son      | ۲۸ ژانویه ۲۰۰۶    | S04E15   |
| ۹۴      | ۱۶         | «پسر فراری»             | Roy Burdine | Gavin Hignight  | ۴ فوریه ۲۰۰۶      | S04E16   |
| ۹۵      | ۱۷         | «انتشار»                | Roy Burdine | کریستوفر یوست   | ۱۱ فوریه ۲۰۰۶     | S04E17   |
| ۹۶      | ۱۸         | «دردسر آگی»             | Roy Burdine | Eugene Son      | ۱۸ فوریه ۲۰۰۶     | S04E18   |
| ۹۷      | ۱۹         | «بدن دیوانه»            | Roy Burdine | Matthew Drdek   | ۲۵ فوریه ۲۰۰۶     | S04E19   |
| ۹۸      | ۲۰         | «بازگشت ساوانتی، بخش ۱» | Roy Burdine | کریستوفر یوست   | ۱۱ مارس ۲۰۰۶      | S04E20   |
| ۹۹      | ۲۱         | «بازگشت ساوانتی، بخش ۲» | Roy Burdine | کریستوفر یوست   | ۱۸ مارس ۲۰۰۶      | S04E21   |
| ۱۰۰     | ۲۲         | «داستان استاد یوشی»     | Roy Burdine | Steve Murphy    | ۴ مارس ۲۰۰۶       | S04E22   |
| ۱۰۱     | ۲۳         | «ماجراهای لاک‌پشت بدحال» | Roy Burdine | Roland Gonzalez | ۲۵ مارس ۲۰۰۶      | S04E23   |
| ۱۰۲     | ۲۴         | «ژن‌های خوب، بخش ۱»      | Roy Burdine | کریستوفر یوست   | ۱ آوریل ۲۰۰۶      | S04E24   |
| ۱۰۳     | ۲۵         | «ژن‌های خوب، بخش ۲»      | Roy Burdine | کریستوفر یوست   | ۸ آوریل ۲۰۰۶      | S04E25   |
| ۱۰۴     | ۲۶         | «محکمه نینجا»           | Roy Burdine | Michael Ryan    | ۱۵ آوریل ۲۰۰۶     | S04E26   |

### فصل ۵: دادگاه نینجا (۲۰۰۶)
فاکس برای افزایش علاقه به سریال، فصل «سریع به جلو» را بر روی تلویزیون تجاری در سال ۲۰۰۶ پخش کرد. ۴کیدز انترتینمنت بعداً قراردادی را با کامکست امضا کرد و این فصل شروع به پخش در Comcast-On-Demand در اوت ۲۰۰۶ کرد. اما پس از پخش پنج قسمت، پخش آن لغو شد. فاکس بعداً قسمت «برنامه عضویت» را در ۲۴ مارس ۲۰۰۷ پخش کرد که اولین قسمت این فصل بود که از تلویزیون معمولی پخش شد. 4Kids TV نمایش «محکمه نینجا» و ۱۲ قسمت کامل این فصل را در ۹ فوریه ۲۰۰۸ آغاز کرد. این فصل به‌عنوان «قسمت‌های گمشده» تبلیغ شد
| شم. کلی | شم. در فصل | عنوان                         | کارگردان    | نویسنده         | تاریخ انتشار اصلی | کد تولید |
| ------- | ---------- | ----------------------------- | ----------- | --------------- | ----------------- | -------- |
| ۱۰۵     | ۱          | «سرای مبارزان»                | Roy Burdine | کریستوفر یوست   | ۲۲ آوریل ۲۰۰۶     | S05E01   |
| ۱۰۶     | ۲          | «اژدهایان و هیولاها»          | Roy Burdine | Joe Kelly       | ۲۹ آوریل ۲۰۰۶     | S05E02   |
| ۱۰۷     | ۳          | «افسانه ۵ اژدها»              | Roy Burdine | Danny Fingeroth | ۶ مه ۲۰۰۶         | S05E03   |
| ۱۰۸     | ۴          | «دنیاهای دیگر»                | Roy Burdine | کریستوفر یوست   | ۱۳ مه ۲۰۰۶        | S05E04   |
| ۱۰۹     | ۵          | «شروع پایان»                  | Roy Burdine | Joe Kelly       | ۲۰ مه ۲۰۰۶        | S05E05   |
| -       | -          | «کابوس‌های بازیافتی»           | Roy Burdine | Roland Gonzalez | پخش‌نشده           | S05E06   |
| ۱۱۰     | ۶          | «برنامه عضویت»                | Roy Burdine | کریستوفر یوست   | ۲۷ مه ۲۰۰۶        | S05E07   |
| ۱۱۱     | ۷          | «نظم نوین جهانی، بخش ۱»       | Roy Burdine | Danny Fingeroth | ۳ ژوئن ۲۰۰۶       | S05E08   |
| ۱۱۲     | ۸          | «نظم نوین جهانی، بخش ۲»       | Roy Burdine | Matthew Drdek   | ۱۰ ژوئن ۲۰۰۶      | S05E09   |
| ۱۱۳     | ۹          | «استادان و پسران»             | Roy Burdine | Roland Gonzalez | ۱۷ ژوئن ۲۰۰۶      | S05E10   |
| ۱۱۴     | ۱۰         | «گذشته و حال»                 | Roy Burdine | Joe Kelly       | ۲۴ ژوئن ۲۰۰۶      | S05E11   |
| ۱۱۵     | ۱۱         | «اژدهایان وارد می‌شوند، بخش ۱» | Roy Burdine | کریستوفر یوست   | ۱ ژوئیه ۲۰۰۶      | S05E12   |
| ۱۱۶     | ۱۲         | «اژدهایان وارد می‌شوند، بخش ۲» | Roy Burdine | کریستوفر یوست   | ۸ ژوئیه ۲۰۰۶      | S05E13   |

### فصل ۶: سریع به جلو (۲۰۰۶–۰۷)
لاک‌پشت‌ها در آینده هستند. دشمنان جدیدی دیده می‌شوند. اکثر شخصیت‌های قدیمی اصلاً در این فصل نیستند. لاک‌پشت‌ها و اسپلینتر در این فصل طرح‌های متفاوتی دارند.
| شم. کلی | شم. در فصل | عنوان                          | کارگردان    | نویسنده         | تاریخ انتشار اصلی | کد تولید |
| ------- | ---------- | ------------------------------ | ----------- | --------------- | ----------------- | -------- |
| ۱۱۷     | ۱          | «شوک انفجار آینده»             | Roy Burdine | Marty Isenberg  | ۲۹ ژوئیه ۲۰۰۶     | S06E01   |
| ۱۱۸     | ۲          | «از کار افتاده»                | Roy Burdine | Adam Beechen    | ۵ اوت ۲۰۰۶        | S06E02   |
| ۱۱۹     | ۳          | «حمله به خانه»                 | Roy Burdine | Rich Fogel      | ۱۲ اوت ۲۰۰۶       | S06E03   |
| ۱۲۰     | ۴          | «Headlock Prime»               | Roy Burdine | Steven Melching | ۳۰ سپتامبر ۲۰۰۶   | S06E04   |
| ۱۲۱     | ۵          | «وقت بازی تمومه»               | Roy Burdine | Julia Lewald    | ۷ اکتبر ۲۰۰۶      | S06E05   |
| ۱۲۲     | ۶          | «بیشاپ مبارز می‌شود»            | Roy Burdine | Steve Murphy    | ۱۴ اکتبر ۲۰۰۶     | S06E06   |
| ۱۲۳     | ۷          | «شب شوکنابو»                   | Roy Burdine | Michael Ryan    | ۲۱ اکتبر ۲۰۰۶     | S06E07   |
| ۱۲۴     | ۸          | «برخورد لاک‌پشت‌های تایتان»      | Roy Burdine | Marty Isenberg  | ۲۸ اکتبر ۲۰۰۶     | S06E08   |
| ۱۲۵     | ۹          | «منو به ماه ببر»               | Roy Burdine | Rich Fogel      | ۴ نوامبر ۲۰۰۶     | S06E09   |
| ۱۲۶     | ۱۰         | «هجوم بدن دزد!»                | Roy Burdine | Roger Slifer    | ۱۱ نوامبر ۲۰۰۶    | S06E10   |
| ۱۲۷     | ۱۱         | «هیولاها شب‌ها بیرون می‌آیند»    | Roy Burdine | Marty Isenberg  | ۲۵ نوامبر ۲۰۰۶    | S06E11   |
| ۱۲۸     | ۱۲         | «دشمن قدیمی»                   | Roy Burdine | Roland Gonzalez | ۲ دسامبر ۲۰۰۶     | S06E12   |
| ۱۲۹     | ۱۳         | «دفتر خاطرات»                  | Roy Burdine | Steve Murphy    | ۹ دسامبر ۲۰۰۶     | S06E13   |
| ۱۳۰     | ۱۴         | «بازی‌ساز»                      | Roy Burdine | Wendell Morris  | ۱۶ دسامبر ۲۰۰۶    | S06E14   |
| ۱۳۱     | ۱۵         | «روز فارغ التحصیلی: کلاس ۲۱۰۵» | Roy Burdine | Julia Lewald    | ۲۴ مارس ۲۰۰۷      | S06E15   |
| ۱۳۲     | ۱۶         | «زمان‌بندی مهم است»             | Roy Burdine | Joe Kelly       | ۳۱ مارس ۲۰۰۷      | S06E16   |
| 133     | 17         | «Enter the Jammerhead»         | Roy Burdine | Julia Lewald    | ۷ آوریل ۲۰۰۷      | S06E17   |
| 134     | 18         | «Milk Run»                     | Roy Burdine | Steven Melching | ۱۴ آوریل ۲۰۰۷     | S06E18   |
| 135     | 19         | «The Fall of Darius Dunn»      | Roy Burdine | Rich Fogel      | ۲۱ آوریل ۲۰۰۷     | S06E19   |
| 136     | 20         | «Turtle X-Tinction»            | Roy Burdine | Marty Isenberg  | ۲۸ آوریل ۲۰۰۷     | S06E20   |
| 137     | 21         | «Race For Glory»               | Roy Burdine | Larry Hama      | ۸ سپتامبر ۲۰۰۷    | S06E21   |
| 138     | 22         | «Head of State»                | Roy Burdine | John Drdek      | ۱۵ سپتامبر ۲۰۰۷   | S06E22   |
| 139     | 23         | «DNA is Thicker than Water»    | Roy Burdine | Roland Gonzalez | ۶ اکتبر ۲۰۰۷      | S06E23   |
| 140     | 24         | «The Cosmic Completist»        | Roy Burdine | James Felder    | ۱۳ اکتبر ۲۰۰۷     | S06E24   |
| 141     | 25         | «The Day of Awakening»         | Roy Burdine | Steve Murphy    | ۲۰ اکتبر ۲۰۰۷     | S06E25   |
| 142     | 26         | «Zixxth Sense»                 | Roy Burdine | Rich Fogel      | ۲۷ اکتبر ۲۰۰۷     | S06E26   |

### فصل ۷: بازگشت به فاضلاب (۲۰۰۸–۱۰)
در بیشتر فصل پایانی سریال، شردر دنیای مجازی در فضای سایبر، شرور اصلی است و استاد اسپلینتر در اعماق برزخ مجازی با داناتلو ناامید به دام افتاده است که تصمیم دارد به شکل دنیای واقعی خود بازگردد.

#### مجموعهٔ کوتاه «هرج‌ومرج از جزیرهٔ جهش‌یافته»
از ۷ مارس ۲۰۰۹، مجموعه‌ای متشکل از ۱۳ قسمت‌کوتاه به نام «فصل»، که از ۹۰ ثانیه تا دو دقیقه طول می‌کشید، در طول قسمت‌های TMNT: بازگشت به فاضلاب و Chaotic: M'arrillian Invasion از The CW4Kids شروع به پخش شد. آن‌ها یک هفته قبل از پخش آن‌ها در تلویزیون در وبگاه 4Kids پخش شدند. این قسمت‌ها شامل یک داستان واحد به‌نام «هرج‌ومرج از جزیرهٔ جهش‌یافته» می‌باشد. در ۲۷ مارس ۲۰۱۰، ۱۳ قسمت‌کوتاه با هم به شکل یک قسمت واحد با عنوان «هرج‌ومرج از جزیرهٔ جهش‌یافته» دوباره پخش شدند.
 

### ویژه
یک فیلم تلویزیونی و دی‌وی‌دی بر اساس این مجموعه توسط ۴کیدز انترتینمنت تولید شد که در ۲۱ نوامبر ۲۰۰۹ در CW4Kids پخش شد.

## بازخورد
- فصل اول سریال عموماً مورد تحسین قرار گرفت. تا دسامبر ۲۰۰۳، ۲.۸۹ میلیون بازدید در وبگاه 4kids داشت. دارای رتبه فعلی ۸۹٪ است.
- فصل دوم نیز مانند فصل قبل مورد تحسین قرار گرفت. قسمت‌هایی مانند حلقه داستانی «لاک‌پشت‌ها در فضا» و حلقه داستانی «شهر درگیر جنگ» مورد تحسین منتقدان قرار گرفتند. تا اکتبر ۲۰۰۴، ۳.۰۶ میلیون بازدید در وبگاه 4kids داشت. رتبه آن ۹۰٪ بود.
- فصل سوم مورد تحسین منتقدان قرار گرفت. «آن‌طور که هیچوقت نبود» پربیننده‌ترین قسمت آن بود. تا مه ۲۰۰۵، ۳.۵۶ میلیون بازدید داشته است و دارای رتبه ۹۲٪ است.
- فصل چهارم نیز به دلیل داستان‌های تاریک‌تر و افسرده‌تراش با استقبال خوبی مواجه شد. تا مه ۲۰۰۶ ۲.۲۵ میلیون بازدید داشته است و دارای رتبه ۸۶٪ است.
- فصل پنجم با استقبال خوبی مواجه شد و آخرین فصل «خوب» به‌حساب می‌آمد. تا ژوئن ۲۰۰۸، ۱.۴۵ میلیون بازدید داشته و دارای رتبه ۸۰٪ است.
- فصل ششم نقدهای متفاوت تا حدودی منفی داشت. دلیل اصلی، تغییر خط داستانی، روشن‌تر، لحن احمقانه‌تر و تغییر سبک هنری آن بود. تا نوامبر ۲۰۰۷، ۱.۳۶ میلیون بازدید داشته و دارای رتبه ۷۶٪ است.
- فصل هفتم عمدتاً با نقدهای منفی مواجه شد. تغییر سبک هنری و لحن احمقانه‌تر و همچنین قوس‌های داستانی ضعیف. تا مارس ۲۰۰۹ کمترین تعداد بازدید، ۰.۹۸ میلیون بازدید، و رتبه ۶۸٪ را داشت.